# Ying Chen
Ying Chen (chinesisch 应晨; * 20. Februar 1961 in Shanghai, Volksrepublik China) ist eine kanadische Schriftstellerin chinesischer Herkunft. Ihre Werke verfasst sie in französischer Sprache, bisher wurde nur eines in ihrer Muttersprache, Chinesisch, veröffentlicht.

## Leben
Ying studierte an der Fudan-Universität in Shanghai Sprachen und französische Literatur. Neben Französisch und Mandarin spricht sie Englisch, Russisch, Japanisch und Italienisch. Von 1983 bis 1989 arbeitete sie als Übersetzerin am Institute of Astronautical Research in Shanghai. 1989 zog sie nach Montréal und studierte dort an der McGill University. 1991 erhielt sie ihren Abschluss im Fach Kreatives Schreiben. Im Jahre 1992 wurde ihr erster Roman veröffentlicht. Vor der Abreise aus China hat Ying nicht auf Chinesisch geschrieben. Bis heute hat sie noch keine Texte in China publiziert oder auf Chinesisch geschrieben, aber ihren dritten Roman, L'Ingratitude, selbst ins Chinesische übersetzt. Bis zum Jahr 2003 lebte Ying, Mutter von zwei Kindern, mit ihrer Familie in Magog (Québec). Ihr momentaner Wohnsitz liegt in Vancouver.

## Schreibstil
Ihre Werke zählen in Québec zum Genre der Migrantenliteratur. Ihr Schreibstil unterscheidet sich von anderen Autoren der Region, wie zum Beispiel Michel Tremblay oder Réjean Ducharne, die das Quebecer Französisch vertreten. Sie wiederum hegt eine rege Faszination für die klassische französische Sprache. Ihr Buch Les Lettres chinoises verdeutlicht dies durch die Nutzung des Vokabulars und der Syntax eines einfachen und korrekten Französisch (français soutenu).
Über die Rolle von Erinnerungen und Wasser in ihrem Roman La mémoire de l’eau sagt Ying Chen selbst: „Das Bild des Wassers ist in fast allen meinen Büchern, es ist manchmal eine Quelle, ein anderes Mal ein Strom – es kann ein Teich oder das Meer sein. Ihre gemeinsamen Merkmale sind die Unpfändbarkeit und Stärke. Alles ist schriftlich hinterlegt, so zu sagen.“
Sie favorisiert die Briefform als Schreibstil. Ying ist davon überzeugt, dass dieser Schreibstil es ermöglicht, sehr offen, direkt und spontan zu kommunizieren.
In ihren sechs ersten Romanen lag ihr Schwerpunkt auf China, Québec, der Immigration oder Ereignissen, die das Leben der Autorin stark geprägt haben. Allerdings handelt es sich dabei nicht um Autobiografien: „Es ist wahr, dass ich keine autobiographische Literatur im engen Sinne verfasse, um der Realität zu entfliehen durch den Gebrauch von Metaphern, Dramatisierung und Dynamik der Sprache um eine wahrhaftere Realität zu schaffen.“
In ihrem neuesten Roman hat sich ihr Stil und ihr Fokus verändert, die Raum-Zeit-Teilung ist verschwommen und die Protagonisten verlieren an Materialität.

### Die Wahl der französischen Sprache
Ying Chen möchte die französische anstatt der chinesischen Leserschaft ansprechen, um ihr Heimatland China den Weststaatlern nahezubringen („Il apparait naturel d’écrire dans une langue étrangère pour donner un poids à la notion fondamentale d’étranger, comme pour interroger l’importance et de la signification des mots différents entre deux langues“).
Ihr Bezug zur französischen Sprache ist etwas Besonderes, da die Sprache ein Ausdruck und eine Erklärung dafür ist, wie schwierig es in der heutigen Zeit ist, Chinese zu sein – ein Hin und Her zwischen der Tradition und der Moderne.

### Werke (Inhalt)
In ihrem ersten Roman La mémoire de l’eau erzählt sie die moderne Geschichte des 20. Jahrhunderts in China aus Sicht der Frauen verschiedener Generationen.
Ihr zweites Werk Les lettres chinoises, der Briefroman, der aus 57 Briefen zwischen den Hauptfiguren Sassa und Yuan, zwei Verliebte und Sassa und Da Li, zwei Freundinnen. Ein zentrales Thema des Romans ist die Gegenüberstellung von chinesischer Tradition und nordamerikanischer Modernität und das Leben im Exil.
Ihr drittes Werk L’ingratitude ist zu Beginn in Form eines Journals verfasst, wird zum Ende hin ein Monolog. Der Roman ist eine Revolte gegen die Tradition, gegen den Status der Mutter und der Eltern und die Heimat. Für dieses Buch erhielt sie den Prix Québec-Paris, außerdem verlieh ihr das Magazin La Presse den Titel Personnalité de la semaine.
Ihr viertes Werk Immobile beschreibt die Zeit und die Erinnerungen, die omnipräsent sind.
Ihr sechster Roman Querelle d´un squelette avec son double ist ein Dialog zwischen einem lebendigen Phantom und einem Toten, die wahrscheinlich miteinander verwandt oder sogar ein und dieselbe Person sind. Es werden mehrere Themen behandelt, wie zum Beispiel die Identität, die soziale Gerechtigkeit, Zweifel an der Ewigkeit und der Kampf ums Leben. Ying wollte damit eine Art Theaterroman schreiben.
Ihr siebter Roman Quatres milles marches, un rêve chinois befasst sich mit einer Vielzahl persönlicher Texte der Autorin und dessen Lebensstil. Es ist eine Art Schreibheft (carnet d’écriture).

## Nominierungen
- 1995 Prix Fémina: L’ingratitude
- 1996 Prix du Gouverneur général: L’ingratitude

## Auszeichnungen
- 1995 Prix Québec-Paris: L’ingratitude
- 1996 Prix des Libraires du Québec: L’ingratitude
- 1999 Prix Alfred Desrochers: L’immobile

## Werke
- 1992: La mémoire de l’eau , Leméac
- 1992: Les lettres chinoises, Leméac
- 1995: L’ingratitude, Leméac; Actes Sud, 1995
  - Auszug, Übers. Uli Aumüller: Die Undankbarkeit. In: Anders schreibendes Amerika. Literatur aus Quebec. Wunderhorn, Heidelberg 2000, S. 32–44
- 1998: L’immobile, Boréal
- 2002: Le champ dans la mer, Boréal; Seuil, 2002
- 2003: Querelle d’un squelette avec son double, Boréal; Seuil, 2003
- 2004: Quatre milles marches: Un rêve chinois, Boréal; Seuil, 2004
- 2006: Le mangeur, Boréal; Seuil, 2006
- 2008: Un enfant à ma porte, Boréal; Seuil, 2009
- 2010: Espèce, Boréal; Seuil, 2010